# Pollanisus angustifrons
Pollanisus angustifrons là một loài bướm đêm thuộc họ Zygaenidae. Nó được tìm thấy ở đông bắc Queensland.
Chiều dài cánh trước là 7-7.5 mm đối với con đực. Adults have only been collected in tháng 3 và tháng 4, but there are probably two or more generations per year.